# 'Asabiyya
ʿAṣabiyya (in arabo ﻋﺼﺒﻴـة‎?), è un concetto tipico della cultura araba, sviluppatasi in età preislamica e si riferisce al sentimento di orgoglioso vanto per l'appartenenza al proprio gruppo (familiare, di clan, di tribù o di stirpe). 
La parola deriva da Aṣaba (in arabo ﻋﺼﺒـة‎?), che indica la consanguineità agnatizia o i forti vincoli etici, culturali e politici che derivano da un'alleanza (khalaf).
Se Maometto la condannava, come invalidante dei vincoli universalistici propugnati dall'Islam, il concetto ha conosciuto grande fortuna dopo che di esso si è occupato Ibn Khaldun nella sua Muqaddima, che la pone alla base dello sviluppo dinamico della società umana, sottolineandone la positività per la solidarietà che genera tra gruppi umani e per la forza che consente a essi di dotarsi di una precisa identità culturale, di combattere per primeggiare e per dar vita a egemonie politiche e sociali e a dinastie e dominazioni più o meno stabili.